# Марчин Буркхард
Марчин Буркхард (роден на 25 септември 1983 г. в град Елбльонг) е полски футболист. Играе като полузащитник и се състезава за ?. Бивш национал на Полша.

## Кариера
Буркхард започва професионалната си кариера в Амика Вронки, след което играе общо 3 сезона в Легия (Варшава). С Легия става шампион на Полша през сезон 2005/06 и носител на Купата на Полша през сезон 2007/08.
През лятото на 2008 г. Буркхард подписва договор с шведския ИФК Норшьопинг. След това кариерата му преминава още през украинския Металист Харков, Ягельоня Бялисток, азербайджанския Симург ПИК и Медж Легница. С Ягельоня вдига Купата и Суперкупата на Полша през 2010 г.

## Успехи
Черно море
- Купа на България (1): 2014–15

 Ягельоня Бялисток
- Носител на Купа на Полша – 2009/10
- Носител на Суперкупа на Полша – 2010

 ФК Легия (Варшава)
- Шампион на Полша – 2005/06
- Носител на Купа на Полша – 2007/08